# Château de la Gautherie
Le château de la Gautherie ou château Dms Debah, est un château situé sur la commune de Crespinet, dans le Tarn (France).
Belle construction du XVIe siècle, quelque temps abandonné et ruiné, il est aujourd'hui sauvé de la ruine et se trouve au centre du domaine Dms Debah.

## Étymologie
Le château de la Gautherie tient son nom du domaine sur lequel il est bâti, mais son origine est incertaine. Ce nom provient sans doute du latin caldarium, qui a donné le français « chaudron » dont Gautherie serait une dérivation.

## Historique

### Origine
La date de construction exacte du château de la Gautherie n'est pas connue. Néanmoins, il aurait été édifié au XVIe siècle.
Les terres de la Gautherie ne furent jamais un domaine noble et ne possédaient donc pas le titre de seigneurie[réf. souhaitée]. Néanmoins, Charles de Berne (1620 - 1659), et d'autres propriétaires, se titrent de « sieur de la Gautherie ». Ils sont membres d'une petite famille noble originaire de Cussac, qui possède le château de la Gautherie depuis le XVIe siècle et jusqu'au XVIIIe siècle.[réf. souhaitée]

### XIXeetXXesiècles
En 1817, la bâtisse appartient à un certain Joseph Falgayrac, avant de revenir entre les mains de la famille de Berne, au travers de Charlotte de Berne. Cette dernière le vend finalement à un certain M. Palasi, le 25 octobre 1863. Il se sépare de l'édifice en 1914, au profit d'un notaire d'Albi, maître Malphettes. Ce dernier mande l'architecte Léon Daurès pour restaurer le lieu, avant qu'un autre membre de la famille Malphettes, Léopold, ne lui fasse construire le château de Bellevue. En 1974, il est acquis par Mr Fournials. Celui-ci le met en location, et un restaurant s'y installe, avant de faire faillite en 1977.
Un an plus tard, en 1978, l’association Béthanie rachète la propriété, et y installe bientôt un centre de vacances pour enfants, après la rénovation des lieux. Cette colonie est remplacée en 1982 par une maison de retraite, ce qui donne lieu à la construction de six pavillons annexes. Celle-ci est déplacée à Sérénac en 2004.

### XXIe siècle
Le domaine devient la propriété de la SCI Châtelaine Moune et Fils, mais est abandonnée, pillée et vandalisée, après que celle-ci a été placée sous contrôle d'un mandataire judiciaire.
Finalement, en janvier 2014, la famille Dms Debah acquiert le domaine. Les nouveaux propriétaires y entreprennent d'importants travaux de rénovation, qui sont toujours en cours. De plus, le 7 juillet 2018, une association à but non lucratif loi de 1901 est créée. Elle a pour dénomination les amis du château de la Gautherie et œuvre pour la sauvegarde du monument, de ses dépendances et de son parc arboré.

### Faits divers
Le 17 octobre 1999, une retraitée de 77 ans pensionnaire sur le domaine de la Gautherie, a disparu. Un important dispositif policier a été déployé, en vain.
En novembre 2021, à la suite de travaux de terrassement dans le parc du domaine Dms Debah, les propriétaires découvrent une importante décharge de détritus sur une surface de plusieurs dizaines de mètres carrés. Une plainte a été déposée auprès du procureur de la République d'Albi et la direction régionale de l'environnement et de l'aménagement d'Occitanie (DREAL) a été saisie. Selon les conclusions de la DREAL, la décharge daterait du début des années 1990,,,.

## Architecture
Le château de la Gautherie se situe au centre d'un parc de 6 hectares. C'est un édifice construit sur un plan en U. Le corps de logis principal, au sud, est un bâtiment quadrangulaire en cinq travées et s'élevant sur trois étages. Couvert d'un enduit blanc, il présente une belle animation de façade, avec un grand perron central menant à une porte monumentale en brique. Celle-ci est particulièrement ornée, avec un fronton triangulaire et un semi-circulaire. Elle est surmontée d'une grande lucarne double, encadrée de deux lucarnes plus petites.
Ce corps centrale est flanqué de deux ailes plus basses, qui viennent former une cour intérieure au nord. Ces deux ailes se terminent par des tours carrées, dont l'une abrite une chapelle privée.
Toutes les encadrures d'ouvertures sont en briques, tandis que les toitures sont couvertes d'ardoises.[réf. souhaitée]

## Évènements

### La Grande Marche Contre la Pédocriminalité
Le 1er février 2024, la grande marche contre la pédocriminalité a commencé son périple de 1 500 kilomètres à travers la France et la Belgique en partant du domaine Dms Debah. Cet évènement, qui fut une première en France, initié et effectué par Farid Dms Debah a été jalonné par 55 étapes pour finir le 2 avril 2024 à Bruxelles devant le Parlement européen.